# Huliot (emisija)
Huliot je dokumentarni televizijski esej posvećen ansamblu „Huliot“ i njihovoj muzici u trajanju od 40 minuta, reditelja Slobodana Ž. Jovanovića, a u produkciji Radio-televizije Srbije iz 1992. godine.

## Autorska ekipa
- Reditelj Slobodan Ž. Jovanović
- Adaptacija teksta Slobodan Ž. Jovanović
- Scenario Slobodan Ž. Jovanović
- Scenograf Sava Aćin

## Učestvuje
- Ansambl „Huliot“